# プレステージ・インターナショナル
株式会社プレステージ・インターナショナル(Prestige International Inc.)は、東京都千代田区に本社を置く、オートモーティブ、プロパティ、グローバルなどの分野でBPO（ビジネス・プロセス・アウトソーシング）事業を手がける企業。
国内9ヵ所にコンタクトセンターを設け、世界18ヵ国28拠点で展開するグローバルカンパニーである。
創業当初より掲げられた「エンドユーザー（消費者）の不便さや困ったことに耳を傾け、解決に導く」という経営理念に加え、2015年の新ロゴマーク導入をきっかけに「事業創造を通して、社会に貢献できる」企業でありたいという想いを込めたグループ経営理念が新たに確立された。

## 概要
クライアント企業のサービスを代行する形で、主に以下の事業を展開。
コンタクトセンターと現場での解決を見出すフィールドスタッフ、これらの連携にITを組み合わせたサービスを提供している。
- オートモーティブ事業

車のトラブル時に24時間365日対応するロードサービスやディーラーサポートなど自動車に関わるサービスを提供
- プロパティ事業

住まいのあらゆるトラブルへの駆けつけ対応やコインパーキングなどでのトラブル対応、保守点検などのサポート
- グローバル事業

海外駐在員向けヘルスケアプログラム、キャッシュレス・メディカルサービスなどの提供や、現地通貨での決済が可能なクレジットカードサービスの運用
- カスタマー事業

コンタクトセンターを活用した事業サポートや、機器保証サービスの提供、研修機能を融合させた人材派遣ビジネスの運用
- 金融保証事業

保証をテーマに、家賃保証、医療費用保証、介護費用保証、養育費保証などを提供
- IT事業

独自に開発・運用するコンタクトセンター業務に特化したITインフラを提供
- ソーシャル事業

女子スポーツチームの運用や保育事業の運営を通して地域の活性化を推進

## 沿革
- 1986年10月 - 海外日本語アシスタンス・サービスを事業として創業。
- 1990年3月 - 本社内に24時間コンタクトセンターを開設。
- 2001年7月 - 大阪証券取引所ナスダック・ジャパン市場（現・ジャスダック）に株式を上場。
- 2003年10月 - 秋田市新屋鳥木町の西部工業団地に秋田BPOセンター（現・秋田BPOメインキャンパスWEST棟）を開設。
- 2007年4月 - 秋田BPOセンターを秋田BPOメインキャンパスに名称変更し、EAST棟を増設。
- 2012年12月 - 東京証券取引所第二部に上場。
- 2013年11月 - 山形県酒田市の京田工業団地に山形BPOガーデン（現・山形BPOパークRIBBON棟）を開設[1][2]。
- 2013年12月 - 東京証券取引所第一部に指定替え[3][4]。
- 2014年8月 - 秋田県にかほ市に秋田BPOメインキャンパスにかほブランチを開設。
- 2015年4月
  - 富山県射水市に富山BPOタウンを開設
  - 女子スポーツチーム「Aranmare」設立。
- 2018年10月 - 山形県鶴岡市に山形BPOパーク鶴岡ブランチを開設。
- 2019年
  - 4月 - 秋田県横手市の横手第二工業団地に秋田BPO横手キャンパスを開設。
  - 10月 - 新潟県魚沼市に新潟BPO魚沼テラスを開設。
- 2021年3月 - 山形BPOガーデンを山形BPOパークをに名称変更し、ARCH棟を増設。
- 2022年4月
  - 秋田BPOメインキャンパスにかほブランチとして稼働していた3オフィスを統合し、秋田BPOにかほキャンパスを開設。
  - 東京証券取引所プライム市場へ移行。

## 女子スポーツチーム（アランマーレ）
地域を元気にし、地域に一体感をもたらすことはできないかという思いから女子スポーツチームを設立。全てのチームにおいて正式名称を「プレステージ・インターナショナル・アランマーレ」としている。アランマーレ（Aranmare）はイタリア語でオレンジを意味する「arancia」と海を意味する「mare」を組み合わせた造語。
「地域の皆様に愛され、共に成長するチーム」、「女性が活躍できる場を増やし、女性応援のシンボルとなるチーム」を目指している。
- 2015年 - 秋田BPOメインキャンパスにおいてバスケットボールチーム（通称：アランマーレ秋田）を設立
- 2015年 - 山形BPOパークにおいてバレーボールチーム（通称：アランマーレ山形）設立
- 2016年 - 富山BPOタウンにおいてハンドボールチーム（通称：アランマーレ富山）設立

## 受賞歴
- 2004年 - 第17回日経ニューオフィス賞「東北ニューオフィス奨励賞」受賞／秋田BPOセンター（現WEST棟）
- 2005年 - コンタクトセンター・アワード2005「審査員特別賞」受賞
- 2008年 - 第21回日経ニューオフィス賞「東北ニューオフィス奨励賞」受賞／秋田BPOキャンパスEAST棟
- 2013年 - コンタクトセンター・アワード2013「オフィス環境賞　優秀賞」受賞
- 2014年 - 第35回 東北建築賞「作品賞」受賞／山形BPOガーデン
- 2014年9月 - 「グッドデザイン賞」受賞／山形BPOガーデン
- 2014年10月 - 第27回日経ニューオフィス賞「ニューオフィス推進賞」「東北経済産業局賞」をW受賞／山形BPOガーデン
- 2015年12月 - 「山形県ワークライフ・バランス優良企業知事表彰」受賞
- 2016年8月 - 第29回日経ニューオフィス賞「ニューオフィス推進賞」受賞／富山BPOタウン
- 2016年11月 - コンタクトセンター・アワード2016「オフィス環境賞」をW受賞／富山BPOタウン、山形BPOガーデン
- 2017年11月 - 富山県景観づくりフォーラム2017「景観広告賞・一般社団法人　富山県建築士事務所協会賞」受賞／富山BPOタウン
- 2018年1月 - 第48回富山県建築賞「優秀賞」受賞／富山BPOタウン
- 2018年11月 - うるおい環境とやま賞「風の賞」受賞／富山BPOタウン
- 2021年9月 - 第34回日経ニューオフィス賞「東北ニューオフィス奨励賞」受賞／山形BPOパーク
- 2021年10月 - 第55回日本サインデザイン賞「東北地区賞」受賞／山形BPOパーク
- 2022年9月 - 第35回日経ニューオフィス賞「東北ニューオフィス奨励賞」受賞／秋田BPO横手キャンパス
- 2022年11月 - コンタクトセンター・アワード2022「オフィス環境賞　優秀賞」を受賞／秋田BPOにかほキャンパス

## 主なグループ企業
日本国内
- 株式会社プレステージ・コアソリューション
- 株式会社プレステージ・グローバルソリューション
- 株式会社プレステージ・ヒューマンソリューション
- タイム・コマース株式会社
- 株式会社プレミアアシスト
- 株式会社プレミアアシスト・ネットワーク
- 株式会社イントラスト
- 株式会社プレミアライフ
- 株式会社プレミアIT＆プロセスマネジメント
- 株式会社プレミア・クロスバリュー
- 株式会社プレミアロータス・ネットワーク
- 株式会社プレミア・ケア
- 株式会社プレミアビジネステクノロジー
- 株式会社プレミア・エイド
- 株式会社プレミア・インシュアランスパートナーズ
- 株式会社プレミア・インシュアランスソリューションズ
- 株式会社PI・EISインシュアランステクノロジー
- 株式会社プレミアペットアシスト

関連会社
- 株式会社プライムアシスタンス
- 株式会社ファースト リビング アシスタンス

海外グループ企業
- PRESTIGE INTERNATIONAL USA INC.
- Prestige Internacional do Brasil Ser. Int.Ltda.
- Prestige International (S) Pte Ltd
- P. I. PHILIPPINES, INC.
- JAPANESE HELP DESK INC.
- JHD MED-AID INC.
- PRESTIGE INTERNATIONAL CHINA CO., LTD. [普莱斯梯基（上海）咨洵服務有限公司]
- PRESTIGE INTERNATIONAL (THAILAND) CO., LTD.
- P.I.ASSISTANCE (THAILAND) CO., LTD.
- Prestige International UK Ltd.
- Prestige International (HK) Co., Limited.
- Prestige International (Taiwan) Co., Limited [臺灣普莱斯梯基有限公司]
- PRESTIGE INTERNATIONAL AUSTRALIA PTY LTD
- P.I. PRESTIGE INTERNATIONAL INDIA PRIVATE LIMITED
- PRESTIGE INTERNACIONAL MÉXICO LTDA
- P.I. PRESTIGE INTERNATIONAL(CAMBODIA) CO., LTD.
- P.I MYANMAR PTE LIMITED
- PRESTIGE INTERNATIONAL (M) SDN. BHD.
- PRESTIGE INTERNATIONAL VIETNAM Co.,Ltd
- PI INSURANCE TECHNOLOGY SINGAPORE PTE. LTD.